# Dhogs
Pour plus de détails, voir Fiche technique et Distribution.
Dhogs est un film indépendant galicien en langue galicienne réalisé par Andres Goteira et sorti en 2017. C'est le premier film du réalisateur et les acteurs principaux sont Carlos Blanco Vila, Antonio Durán "Morris", Miguel de Lira, Melania Cruz, Iván Marcos et Maria Costas.
Présenté en première au Festival International de Cinéma Indépendant de Buenos Aires (BAFICI) le 19 avril de 2017, il concourt dans la section « avant-garde et genre ». C'est le premier film tourné en langue galicienne présenté en avant-première au festival de Sitges, le 9 octobre de 2017. En Galice, la première a eu lieu dans le cadre du Festival International du Film de Ourense (OUFF) le 21 octobre 2017.

## Synopsis
Le film connecte six histoires parallèles qui gravitent autour de différents personnages : une belle femme, un homme avec une vie sombre, un chauffeur de taxi et un senior ex-militaire.

## Distribution
- Carlos Blanco Vila,
- Antonio Durán "Morris",
- Miguel de Lira,
- Melania Cruz,
- Iván Marcos
- Maria Dos

## Fiche technique
- Scénario : Andrés Goteira
- Réalisation : Andrés Goteira
- Premier assistante réalisateur : Sara Horta
- Producteur : Suso López
- Direction de la photographie : Lucía C. Pan
- Montage : Juan Galiñanes, Andrés Goteira

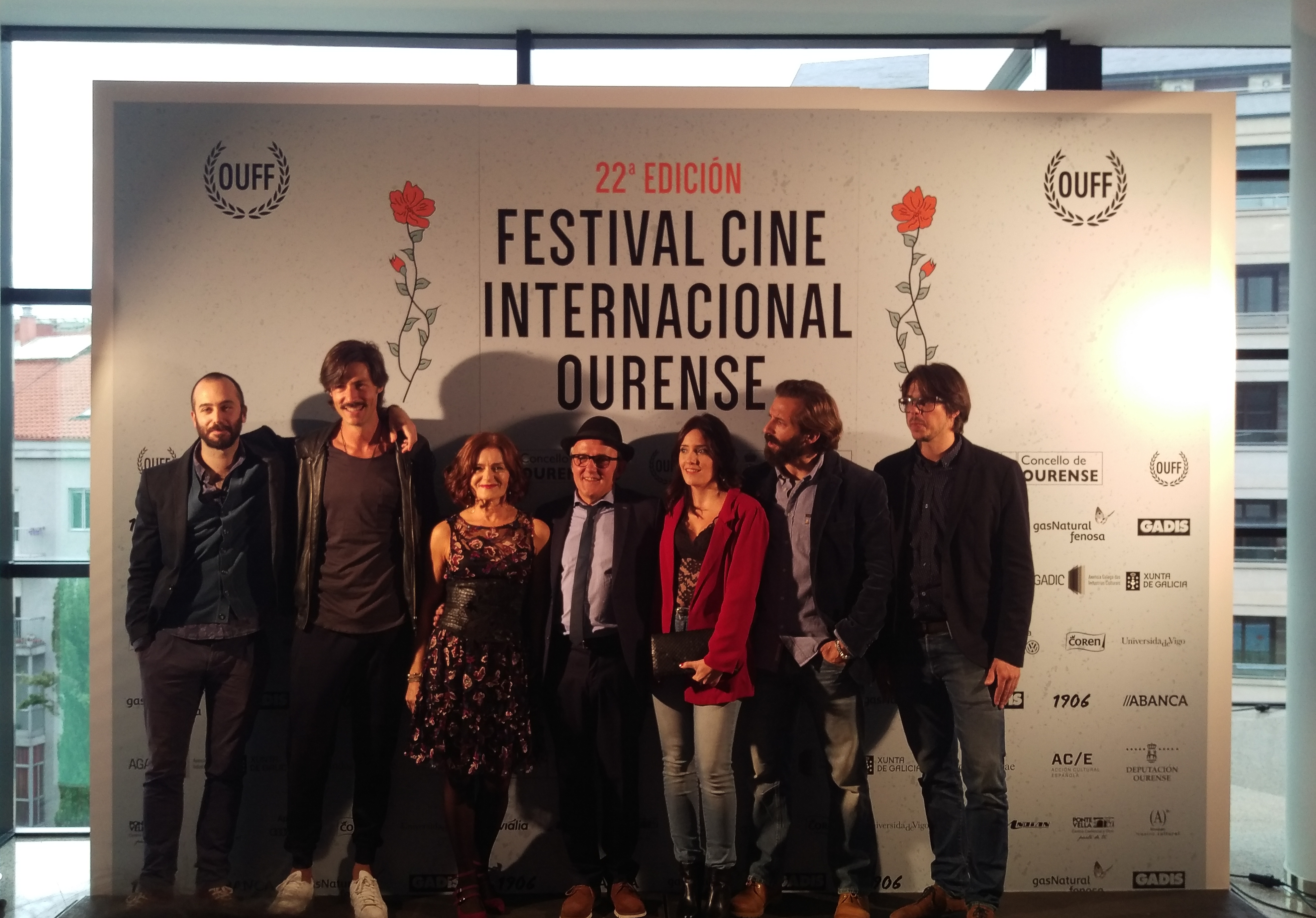
Le casting de Dhogs avec Andres Goteira lors de sa présentation au festival international du film d'Ourense (OUFF).

- Effets visuels : Manuel Viqueira
- Budget : 120 000 €

## Production
Le film bénéficié du financement d'Axencia Galega das Industrias Culturais (Agence galicienne des industries culturelles) et la délégation provinciale de Lugo, mais a aussi réuni une partie du budget du film par le biais de la plate-forme de financement Verkami, avec plus de 400 supporters. Il a été filmé dans divers endroits de la Galice, tels que Viveiro, As Pontes de García Rodríguez, Oleiros et la Corogne, ainsi que dans le désert de Tabernas, à Almería.

## Prix et nominations

### Premios Mestre Mateo 2017
Dhogs remporté treize récompenses lors de la cérémonie organisée par Axencia Galega das Industrias Culturais (Agence galicienne des industries culturelles), dont celles du meilleur film, meilleur réalisateur, meilleur scénario, meilleur acteur, meilleure actrice, meilleur acteur et meilleure actrice dans un second, ce qui en fait le film le plus primé de l'histoire de la cérémonie. Il a été nommé pour 17 prix dans 14 catégories.
| Catégorie                            | Personne                         | Résultat     |
| ------------------------------------ | -------------------------------- | ------------ |
| Meilleur film                        | Meilleur film                    | Gagner       |
| Meilleur réalisateur                 | Andres Goteira                   | Gagnant      |
| Meilleur acteur                      | Iván Marcos                      | Gagnant      |
| Meilleure actrice                    | Melania Croix                    | Gagner       |
| Meilleur acteur de soutien           | Antonio Durán "Morris"           | Gagnant      |
| Meilleur acteur de soutien           | Carlos Blanco Village            | Nommé        |
| Meilleur acteur de soutien           | Miguel de Lira                   | Nommé        |
| Meilleure actrice dans un second     | Maria Dos                        | Gagner       |
| Meilleur scénario                    | Andres Goteira                   | Gagnant      |
| Meilleure direction de la production | Suso Lopez                       | Gagnant      |
| Meilleure direction artistique       | Noelia Vilaboa                   | Gagnant      |
| Meilleur montage                     | Andres Goteira et Juan Galiñanes | Gagnant      |
| Meilleure musique originale          | Germán Díaz                      | Gagnant      |
| Meilleures son                       | David Machado et Javier Canard   | Les gagnants |
| Meilleure photographie               | Lucie Catoira Pain               | Gagner       |
| Meilleur maquillage et coiffure      | Ana Femme Coya                   | Nommé        |
| Meilleure création de costumes       | Maria Porto                      | Nommé        |